# Ian Smith (rugby à XV, 1903)
Pour les articles homonymes, voir Ian Smith et Smith.

a Compétitions nationales et continentales officielles uniquement.

b Matchs officiels uniquement.
Ian Scott Smith, né le 31 octobre 1903 à Melbourne et mort le 18 septembre 1972 à Édimbourg, est un joueur écossais de rugby à XV sélectionné en équipe d'Écosse au poste de trois quart aile. 

## Biographie
Ian Smith dispute son premier test match le 2 février 1924 contre l'équipe du pays de Galles et le dernier contre l'Irlande le 1er avril 1933. Ian Smith fait partie des Immortals, la première équipe écossaise à réussir le Grand Chelem en 1925, et sa contribution est forte : 8 essais. Il fait partie de la grande ligne de trois quarts de l'Université d'Oxford avec George MacPherson, George Aitken et Johnnie Wallace. Il participe au Tournoi des Cinq Nations de 1924 à 1927 et de 1929 à 1933. Il joue deux matches avec les Lions britanniques en 1924 contre l'Afrique du Sud. Ian Smith est d'ailleurs codétenteur du record d’essais marqués dans le Tournoi avec huit essais inscrits en 1925 : 4 contre la France et 4 contre le pays de Galles. Il est en plus le meilleur réalisateur d'essais écossais. Son record tient toujours, presque 50 ans après sa mort (il a seulement été égalé par Tony Stanger). 

## Palmarès
- Quatre victoires dans le Tournoi et une dans le tournoi britannique en : 1925 (1er Grand Chelem écossais), 1926 (ex æquo avec l'Irlande), 1927 (ex æquo avec l'Irlande), 1929, 1933 (Triple Couronne).

## Statistiques en équipe nationale
- 32 sélections
- 72 points (24 essais, record à égalité avec Tony Stanger).
- Sélections par années : 3 en 1924, 4 en 1925, 4 en 1926, 3 en 1927, 4 en 1929, 3 en 1930, 4 en 1931, 4 en 1932, 3 en 1933.
- Sept Tournois des Cinq Nations disputés : 1924, 1925, 1926, 1927, 1929, 1930, 1931.
- Deux tournois britanniques : 1932 et 1933.